# Dorlar
Dorlar è una frazione del comune tedesco di Lahnau, nell'Assia.

Conta (2007) 1.911 abitanti.

## Storia
Dorlar fu nominata per la prima volta nel 771.

Costituì un comune autonomo fino al 31 dicembre 1971, quando divenne una frazione della città di Wetzlar.
Il 1º gennaio 1977, con la formazione della città di Lahn, dall'unione delle città di Wetzlar e Gießen e ulteriori 14 comuni, Dorlar ne divenne un quartiere (Stadtteil) all'interno del distretto urbano (Stadtbezirk) di Lahntal.
Il 31 luglio 1979, a seguito delle proteste della cittadinanza, la città di Lahn fu sciolta, e il distretto urbano di Lahntal divenne un comune indipendente, con il nome di Lahnau; da quella data, Dorlar ne costituisce pertanto una frazione (Ortsteil).